# Престо (мультфильм)
«Пре́сто» (англ. Presto) — короткометражный мультфильм студии Pixar 2008 года, демонстрировавшийся перед показом полнометражного мультфильма «ВАЛЛ-И». Стиль мультфильма имитирует анимационные картины 1940-х годов Warner Brothers (мультфильмы о Багзе Банни) и MGM (Том и Джерри).

## Сюжет
Знаменитый фокусник Престо Диджиотаджиони (от слова «престидижитация») готовится выполнить известный фокус со шляпой и кроликом. Сам же кролик (по кличке Алек Азам) сидит в птичьей клетке в гримёрке и страдает от голода. Кролику это вдвойне обидно — ведь совсем рядом лежит заветная морковка. У Престо есть тщательно сберегаемая тайна — щёгольский цилиндр и колдовской колпак, соединенные двухсторонним порталом — что-либо, брошенное в один головной убор, тут же появляется в другом. Таким образом, надев на Алека колпак за кулисой, Престо достанет его из цилиндра на сцене.
К несчастью для Престо, в этот день Алек совсем голоден и отказывается участвовать в представлении, пока не получит морковку. Все попытки фокусника достать находчивого кролика из шляпы закачиваются очень болезненно для Престо — от попадания своими же пальцами в глаза до удара током — но кажутся публике настоящей постановкой. Публика в восторге — из шляпы появляется всё, что угодно, но только не кролик — мышеловка, защемившая Престо пальцы; яйцо, брошенное им в шляпу и угодившее ему же в глаз; собственные брюки фокусника, содранные им с себя; очень длинная лестница. В конце концов, запутавшись в противовесах кулис, Престо оказывается высоко над сценой, а затем стремительно падает вниз в сопровождении осветительных ламп, разной бутафории и рояля. Обрадовавшемуся было свободе Алеку становится жалко непутёвого хозяина и он в последнее мгновение устраивает Престо спасение через шляпу. После секундного замешательства, вызванного грохотом упавшего рояля, зрители устраивают овацию столь удачно завершившемуся фокусу. В благодарность за спасение Престо награждает Алека столь желанной морковкой, а в будущем они начинают показывать фокусы вместе.

## Номинации на награды
| Список номинаций «Престо» на награды. | Список номинаций «Престо» на награды.      | Список номинаций «Престо» на награды. | Список номинаций «Престо» на награды. |
| Премия                                | Номинация                                  | Номинант                              | Результат                             |
| ------------------------------------- | ------------------------------------------ | ------------------------------------- | ------------------------------------- |
| Премия «Оскар» (2009)                 | Лучший короткометражный анимационный фильм | Даг Свитлэнд                          | номинант                              |
| Annie Awards (2009)                   | Лучший короткометражный анимационный фильм |                                       | номинант                              |